# Буланов, Анатолий Петрович
Анато́лий Петро́вич Була́нов (5 [17] августа 1858, Санкт-Петербург — 1 октября 1918, Саратов) — русский революционер-народник.

## Биография
Из семьи чиновника. В 1879 году окончил Морское училище, служил на флоте в Кронштадте и Ревеле. Вступил в организацию «Чёрный передел». С 1879 года — женат на О. К. Булановой-Трубниковой.
В 1880—1881 был одним из лидеров петербуржской новой группы чёрнопередельцев, затем перешёл в «Народную волю». Через год арестован в Москве и приговорён к пятилетней ссылке в Восточную Сибирь.
В 1888 году, вернувшись в Европейскую Россию, отошёл от политической деятельности. Однако после Февральской революции вступил в партию эсеров. Не приняв Октябрьскую революцию, Анатолий Буланов, уехал в командировку в Саратов, и там скоропостижно скончался от сердечного приступа.